# Naked Women's Wrestling League
La Naked Women's Wrestling Federation è stata una federazione di wrestling statunitense fondata nel 2004 da Howard Mann e chiusa nel 2009.
Gli show della NWWL, esclusivamente per adulti, vedevano coinvolte wrestler femminili che combattevano tra loro senza indumenti.
La federazione ha spesso collaborato con riviste come Penthouse, Playboy e Maxim.

## Filmografia
- Carmen Electra's NWWL, Vol. 1: Bush vs Hussein
- Carmen Electra's NWWL, Vol. 2: Tag Team Dream
- Carmen Electra's NWWL, Vol. 3: Championship Match